# ۴۷مین دوره جوایز هنری بکسانگ
۴۷مین دورۀ جوایز هنری بکسانگ در سالن کاخ صلح دانشگاه کیونگ هی در سئول در تاریخ ۲۶ مه ۲۰۱۱ برگزار شد و از کی‌بی‌اس۲ پخش شد. توسط جونگ‌آنگ ارائه شد، میزبان آن بازیگر ریو سی وون و بازیگر کیم آه جونگ بود.

## نامزدها و برندگان
لیست کامل نامزدها و برندگان:
(برندگان با پررنگ مشخص می‌شوند)

### فیلم
| جایزه بزرگ (فیلم) | بهترین فیلم |
| --- | --- |
| - لی بیونگ هان - من شیطان را دیدم | - مردی از هیچ‌کجا - خزه - شاعری - ناعادلانه - دریای زرد |
| بهترین بازیگر مرد (فیلم) | بهترین بازیگر زن (فیلم) |
| - ها جونگ وو - دریای زرد در نقش گو نام - چا تائه هیون - سلام روح در نقش سانگ من - لی بیونگ هان - من شیطان را دیدم در نقش سو هیون - ریو سانگ بوم - ناعادلانه در نقش جو یانگ - وون بین - مردی از هیچ‌کجا در نقش چا ته سیک           | - تانگ وی - اواخر پاییز در نقش آنا - چو یئو جئونگ - خدمتکار در نقش چون هیانگ - سئو یونگ هی - بدخیم کیم بوک نام - پارک سو ئه - نیمه شب اف ام در نقش گو سان یونگ - یون جونگ هی - شاعری در نقش یانگ می جا                             |
| بهترین بازیگر تازه‌کار مرد (فیلم) | بهترین بازیگر تازه‌کار زن (فیلم) |
| - چویی سونگ هیون - ۷۱ نفر در آتش در نقش اوه جانگ بیوم - چو جین وونگ - دستکش در نقش چارلز - چوی دانیل - آژانس ازدواج در نقش لی سانگ یونگ - سونگ سه بیوک - خدمتکار در نقش بیون هاک دو - ام کی جون - مرد وندتا در نقش چوی بیونگ چول | - شین هیون بین - او در حال وظیفه است در نقش جانگ می - جی سونگ وون - بدخیم در نقش هه وون - کیم سه رون - مردی از هیچ‌کجا در نقش سو می - لی مین جونگ - آژانس ازدواج در نقش کیم هی جونگ - شیم یون کیونگ - مبارزان قاتل در نقش کیم‌ها رین |
| محبوب‌ترین - بازیگر مرد (فیلم) | محبوب‌ترین - بازیگر زن (فیلم) |
| - چوی سئونگ هیون -۷۱ نفر در آتش در نقش اوه جانگ بیوم | - پارک شین هه - آژانس ازدواج در نقش جوان |
| بهترین کارگردان (فیلم) | بهترین کارگردان جدید (فیلم) |
| - لی چانگ دونگ - شاعری - کانگ وو سوک - خزه - لی جانگ بام - مردی از هیچ‌کجا - نا هانگ جین - دریای زرد - ریو سونگ وان - ستمگران | - کیم یانگ تاک - سلام روح - جانگ چول سو - بدخیم - جانگ یو جونگ - یافتن آقای سرنوشت - کیم جونگ هون - عاشقانه کوچک - کیم کوانگ سیک - جنایتکار دوست داشتنی من                                                                         |
| بهترین فیلمنامه | |
| - یوک سانگ هیو - او در حال وظیفه است - کیم ده وو - خدمتکار - کیم هیون سئوک - آژانس ازدواج - لی چانگ دونگ - شاعری - پارک هون جونگ - ناعادلانه                                                                                     | |

### تلویزیون
| جایزه بزرگ (تلویزیون) | بهترین درام |
| --- | --- |
| - هیون بین - باغ مخفی | - باغ مخفی - دونگ یی - غول - سلطان نانوایی کیم تاک گو - رسوایی سونگ کیون کوان |
| بهترین برنامه آموزشی | بهترین برنامه سرگرمی |
| - مدرسه چیه | - بیا بازی کنیم |
| بهترین کارگردان (تلویزیون) | بهترین فیلمنامه (تلویزیون) |
| - لی جونگ ساب - سلطان نانوایی کیم تاک گو - جونگ ایول یانگ - زندگی زیباست - لی بیونگ هون - دونگ یی - شین وو چول - باغ مخفی - یو این شیک - غول | - کیم یون سوک - باغ مخفی - جانگ یونگ چول - غول - جونگ‌ ها یون - شعله های جاه طلبی - کانگ یون کیونگ - سلطان نانوایی کیم تاک گو - کیم گیو وان - ناخواهری سیندرلا                                                                                              |
| بهترین بازیگر نقش اول مرد (تلویزیون) | بهترین بازیگر نقش اول زن (تلویزیون) |
| - جونگ بو سوک - غول در نقش جو پیل یون - هیون بین - باغ مخفی در نقش کیم جو وون - کئون سانگ وو - دامول در نقش‌ ها دو یا - لی بئوم سو - غول در نقش لی کانگ مو - یون شی یوون - سلطان نانوایی کیم تاک گو در نقش کیم تاک گو                              | - هان هیو جو - دونگ یی در نقش دونگ یی (چوی سوک بین) - ها جی‌وون - باغ مخفی در نقش گیل را می - جئون این هوا - سلطان نانوایی کیم تاک گو در نقش سئو این سوک - کیم آه جونگ - نشانه در نقش گو دا کیونگ - پارک مین یونگ - رسوایی سونگ کیون کوان در نقش کیم یون هی |
| بهترین بازیگر تازه‌کار (تلویزیون) | بهترین بازیگر زن تازه‌کار (تلویزیون) |
| - پارک یوچان - رسوایی سونگ کیون کوان در نقش لی سان جون - کیم سو هیون - رؤیای بلند در نقش سونگ سام دونگ - کیم سانگ او - باغ مخفی در نقش منشی کیم - اوک تکیون - ناخواهری سیندرلا در نقش هان جونگ وو - جی. وای. پارک - رؤیای بلند در نقش یانگ جین من | - یو این نا - باغ مخفی در نقش ایم آه یونگ - به سوزی - رؤیای بلند در نقش گو هه می - لی سی سانگ - تولد یک پولدار در نقش بو ته هی - نام گیو ری - زندگی زیباست در نقش یانگ چو رونگ - پارک ها سان - دونگ یی در نقش ملکه اینهیئون                                |
| محبوب‌ترین - بازیگر (تلویزیون) | محبوب‌ترین - بازیگر زن (تلویزیون) |
| - پارک یوچان - رسوایی سونگ کیون کوان در نقش لی سان جون | - مون گیون یانگ - ناخواهری سیندرلا در نقش سونگ یون جو |
| بهترین مجری ورتی - مرد | بهترین مجری ورتی - زن |
| - لی سو گیون - دو روز و یک شب | - کیم وون هی - بیا بازی کنیم |
| بهترین کارگردان جدید (تلویزیون) | |
| - کیم وون سئوک - رسوایی سونگ کیون کوان - کیم دائه جین - زندگی خوب است - لی دونگ هون - زنان جسور - لی یونگ بوک - رؤیای بلند | |

### جوایز دیگر
- جایزه استایل فشن - لی مین جونگ
- جایزه موفقیت زندگی - شین سونگ ایل